# Ichneumon mlokosevitshi
Ichneumon mlokosevitshi là một loài tò vò trong họ Ichneumonidae.